# NGC 3166
NGC 3166 je galaksija u zviježđu Sekstantu. Galaksija čini par sa susjednom NGC 3169.

## Vanjske poveznice
- SEDS: NGC 3166